# Rant
Rant je priimek več znanih Slovencev:
- Alojzij Rant (1874—1943), pravnik
- Andrej Rant (*1946), romanist in bančnik
- Andrej Rant (*1947), zobozdravnik, numizmatik in pesnik
- Anton Rant (*1935), duhovnik salezijanec
- Blaž Rant (*1983), športni plezalec
- Felicijan Rant (1790—1842), rimskokatoliški duhovnik, redovnik in nabožni pisec
- Gvido Rant (1880—1956), teolog , frančiškan in filozof
- Jože Rant (*1940), jedrski fizik
- Jože Rant (1896—1972), zobozdravnik, organizator, prvi profesor stomatologije na MF v Ljubljani
- Jože Rant (José Antonio Rani) (1931—2007), teolog, filozof in zgodovinski publicist v Argentini
- Matija Rant (1844—1917), šolnik in sadjar
- Rok Rant, lokostrelec
- Stane Rant (1920—1942), nogometaš in partizan
- Zoran Rant (1904—1972), strojnik in univ. profesor, dopisni član SAZU